# Alexandra jugoszláv királyné
Alexandra jugoszláv királyné (görögül: Αλεξάνδρα, szerbhorvát nyelven: Александра/Aleksandra; Athén, 1921. március 25. – East Sussex, 1993. január 30.), a Jugoszláv Királyság utolsó királynéja, II. Péter felesége.
Sándor görög király és Aszpaszía Mánu morganatikus házasságából született apja halála után. 1922 júliusáig nem volt tagja a görög királyi családnak. Ekkor Zsófia királyné utasítására visszamenőleges hatállyal elfogadtak egy törvényt, mely elismerte a királyi család tagjainak házasságát. Ekkor lett jogosult az Alexandra görög és dán hercegnő névre. A török függetlenségi háború egyik következményeképp 1924-ben a királyi családnak el kellett hagynia Görögországot. Bár édesanyjával hazájában maradhatott egy ideig az állam engedélyével, végül Alexandra Olaszországba emigrált Zsófia királynéval.
Három évvel később az Egyesült Királyságba utazott tanulni. Amikor 1935-ben nagybátyja, II. György görög király ismét trónra ülhetett, a hercegnő ideiglenesen visszatért hazájába. Az 1940-ben kitört görög–olasz háború alatt Athénban tartózkodott. 1941-ben a világháború terjedése miatt az Egyesült Királyságba költözött anyjával. Itt ismerte meg későbbi férjét, II. Pétert, aki szintén ide menekült a német invázió elől.
Szerelemből terveztek összeházasodni, amit Péter anyja, Mária és az emigráns jugoszláv kormány is ellenzett. Végül 1944-ben házasodtak össze. Egy évvel később született fiuk, Sándor. 1945 novemberében Josip Broz Tito megfosztotta Pétert a trónjától. A trónfosztott, nincstelenné vált király az alkohol rabja lett és más nőkkel vigasztalódott. Alexandrát depresszió gyötörte, elhanyagolta a fiát, többször öngyilkosságot kísérelt meg. II. Péter 1970-ben bekövetkezett halála után Alexandra egészsége tovább romlott. 1993-ban, rákban hunyt el. A Tatói palota sírkertjében temették el, 2013-ban az oplenaci királyi mauzóleumba szállították át férjével együtt.

## Életrajza

### Születése körüli bonyodalom

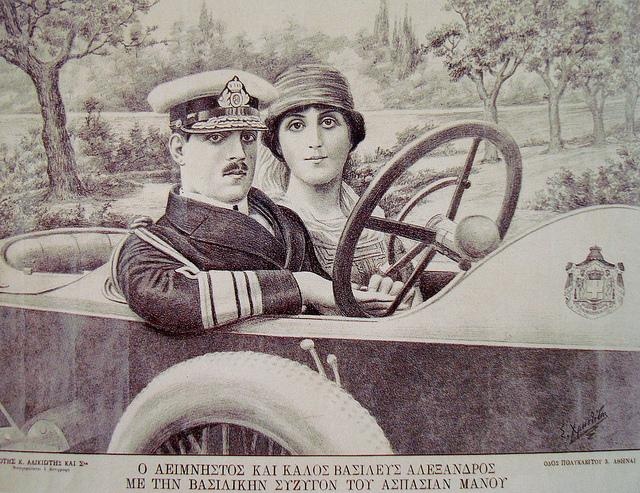
Sándor görög király és Aszpaszía Mánu, 1920 körül. Litográfia

Alexandra görög és dán hercegnő nehéz körülmények közé született. öt hónappal a világrajövetele előtt édesapja, Sándor görög király szepszisben elhunyt, miután egy majom megharapta a Tatói palota kertjében. Az uralkodó hirtelen halála komoly politikai válságba sodorta Görögországot, egy olyan időszakban, amikor a közvéleményt amúgy is megosztotta az első világháború és a török függetlenségi háború. Sándor morganatikus házasságot kötött a közrendű Aszpaszía Mánuval, emiatt gyermekük nem számított legitimnek. Mivel nem volt más jelölt a trónra, Elefthériosz Venizélosz miniszterelnök kénytelen volt ősi ellenségét, I. Konstantint visszaültetni 1920. december 19-én. Sándor uralkodását régensségnek nyilvánították, házassága technikailag illegális volt, gyermeke hivatalosan házasságon kívül születettnek számított.
Aszpaszía terhességének utolsó hónapjait összeesküvés-elméletek kísérték. A pletykák szerint ha fiúnak adna életet (akit Fülöpnek neveztek volna, Nagy Sándor apja után), bizonyosan mindent megtenne, hogy trónra ültesse. A lehetőség aggasztotta a királyi családot, ezt kihasználták a venizelisták, hogy felszítsák az örökösödési válságot. A királyi család fellélegzett, amikor Aszpaszíának lánya született, I. Konstantin király és anyja, Olga lettek a csecsemő keresztszülei.

### Befogadása a királyi családba

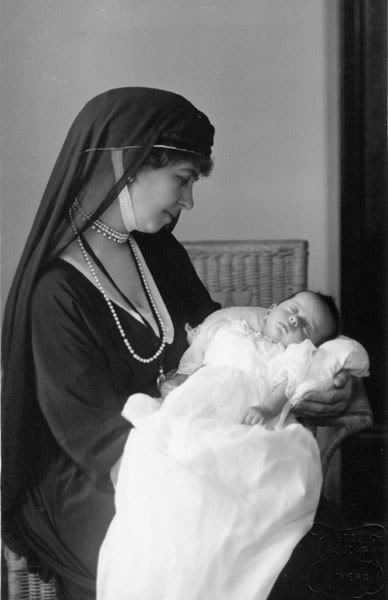
Zsófia görög királyné unokájával, Alexandrával, 1921 áprilisában

Aszpaszía és Alexandra jogilag nem tartoztak a királyi családhoz, közembernek számítottak. Mindez 1922 júliusában változott meg, amikor Zsófia királyné közbenjárására visszamenőleges hatályú törvénnyel elismerték a királyi család tagjainak házasságát, de trónöröklési jog nélkül. Ennek a jogi kiskapunak köszönhetően Alexandra jogosulttá vált az őfensége megszólításra és a görög és dán hercegnő titulusra. A törvény szemében legitim gyermek lett, de nem a dinasztikus vonalon, vagyis trónigénye nem lehetett. Ugyanakkor ez az elismerés lehetővé tette, hogy számára kedvező házasságot kössön.
Aszpaszíát ugyanakkor nem említették a törvényben, így közember maradt a protokoll szempontjából. Az asszony férje nagybátyjához, Kristóf királyi herceghez fordult segítségért, akinek közrendű amerikai felesége, Nancy Stewart Worthington Leeds megkapta görög és dán királyi hercegné rangot. Kristófnak sikerült rávennie Zsófia királynét véleménye megváltoztatására, és a királyné nyomására I. Konstantin végül rendeletben adományozta a görög és dán hercegné rangot Aszpaszíának, amivel együtt járt az őfensége megszólítás.

### Gyermekkora

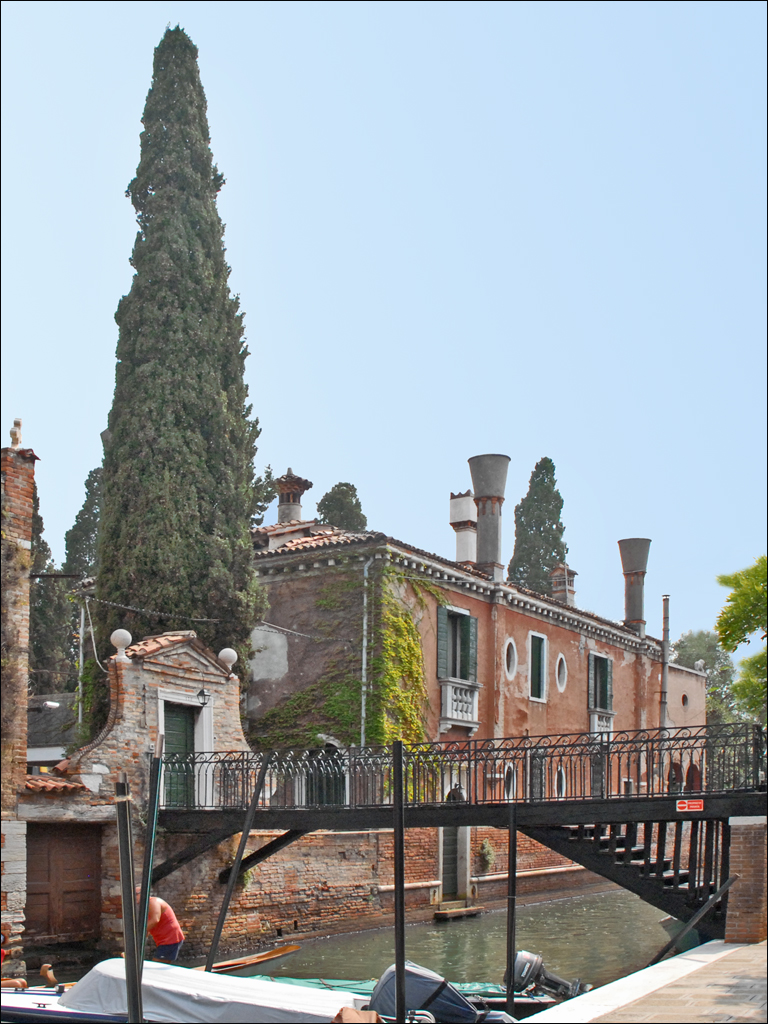
Az Eden kertje villa Giudecca szigetén

Mindezek ellenére Alexandra és édesanyja helyzete nem javult. Görögországban jelentős események mentek végbe, több csatát is elszenvedtek a török függetlenségi háború során, majd 1922. szeptember 11-én a görög forradalom lemondásra kényszerítette I. Konstantint elsőszülött fia, György javára. 1923. december 19-én a király és felesége menekülni kényszerült az országból. Amikor kikiáltották a Második Hellén Köztársaságot 1924. március 25-én, Alexandra és édesanyja maradhatott egyedül az országban a dinasztiából.
Mivel nem volt jövedelme, Aszpaszía inkább a száműzetést választotta és a frissen megözvegyült Zsófia királynéhoz költöztek a Firenzéhez közeli Villa Bobolinába. Zsófia szívesen látta az unokáját, bár anyagi helyzete nem volt rózsás. Alexandrának itt boldog gyerekkora volt, melyet unokatestvéreivel, Fülöp herceggel és Mihály herceggel játszva töltött, valamint nagynénjeivel, Ilona hercegnővel, Irén hercegnővel és Katalin hercegnővel.
1927-ben édesanyjával az Egyesült Királyságba költöztek, a Berkshire-beli Ascotba. Itt Sir James Horlick baronet fogadta be őket a Cowley Manorba. Az iskolás korba lépett kislányt bentlakásos iskolákba, majd az ascoti Heathfield Schoolba íratták be. A hercegnőnek nem tett jót az élmény, az édesanyjától elválasztott kislány nem volt hajlandó enni, majd pedig tuberkulózist kapott. Svájcba küldték gyógyulni. Később Párizsban, egy társasági életre felkészítő leányiskolában tanult, ez idő alatt anyjával a Hotel Crillonban laktak.
Anyjával végül a velencei Giudecca szigetén állapodtak meg, ahol Aszpaszía vásárolt egy kis ingatlant a megtakarításai és Horlick anyagi támogatásának segítségével. Az „Eden kertjének” (Giardino Eden) nevezett villában korábban Caroline Eden (1837–1928), a brit Eden baronetek családjából származó Frederic Eden (1828–1916) özvegye élt. A 3,6 hektáros kertjéről híres villa neve, mely az „édenkertre” hasonlít angolul, elbűvölte a két hercegnőt.

### A görög monarchia visszaállítása
1935-ben a második hellén köztársaság megszűnt, és György, Alexandra nagybátyja újra trónra ülhetett. Alexandra, bár édesanyjával továbbra is Velencében élt, visszatérhetett Görögországba és minden királyi ceremóniára meghívták. 1936-ban részt vett a korábban elüldözött I. Konstantin, Olga királyné és Zsófia királyné tatói újratemetésén. Két évvel később meghívták nagybátyja, Pál herceg és Friderika Lujza hercegnő esküvőjére.
Alexandra mindezek ellenére sem számított teljes jogú családtagnak. Édesanyjának harcolnia kellett a lánya apai örökségéért, ráadásul Aszpaszía számára nem tartottak fenn királyi sírhelyet a tatói palota sírkertjében. Az 1936-os újratemetések idején Alexandra apjának maradványait Konstantin és Zsófia mellé helyezték át egy nekik szánt kápolnába, Aszpaszía számára azonban nem jelöltek ki benne helyet.
Alexandra 15 éves volt, amikor 1936-ban I. Zogu albán király megkérte a kezét, mert egy európai uralkodóházba akart benősülni a pozíciója megerősítése érdekében. A görög diplomácia azonban elutasította a kérést, mivel Görögország igen bonyolult kapcsolatot ápolt Albániával az észak-epiruszi régió miatt. Zogu végül a magyar Apponyi Géraldine-t vette feleségül.
1937-ben Párizsban vezették be a felső tízezer társaságába, ahol unokatestvérével, Eduárddal, Windsor hercegével táncolt, aki feleségével, Wallis Simpsonnal akkor Franciaországban lakott.

### A második világháború alatt

#### London
A görög–olasz háború kitörése 1940. október 28-án arra kényszerítette Alexandrát és édesanyját, hogy elhagyja Olaszországot. Először Athénba költöztek, ahol a királyi család számos nőtagjával együtt ápolóként dolgoztak. 1941. április 6-án a Harmadik Birodalom megtámadta Görögországot. Néhány nappal később a királyi család legtöbb tagja elhagyta az országot. Rövid ideig Krétán tartózkodtak, amikor azonban a németek a szigetet is bombázni kezdték, a királyi család Egyiptomba és Dél-Afrikába menekült.
Alexandra és Aszpaszía azonban II. György és a brit kormány engedélyével inkább az Egyesült Királyságot választotta. 1941 őszén érkeztek Liverpoolba, majd végül London Mayfair negyedében telepedtek le. Itt a Vöröskereszthez csatlakoztak. Új otthonukban jobban fogadták őket, mint szülőhazájukban, rendszeres vendégei voltak Marina görög hercegnőnek (Kent hercegnéje) és Fülöp hercegnek, akiről azt rebesgették, hogy rövid ideig eljegyezte Alexandrát.

#### Házasság
1942-ben Alexandra megismerkedett harmadfokú unokatestvérével, II. Péter jugoszláv királlyal egy katonabálon. A fiatal uralkodó Jugoszlávia megszállása óta Londonban élt száműzetésben. A fiatalok szerelembe estek, aminek Aszpaszía nagyon örült. Péter anyja, Mária királyné, és az emigráns jugoszláv kormány azonban hevesen ellenezte a házasságot; nem tartották illendőnek, hogy esküvőt szervezzenek, amikor az országot épp háború sújtotta. A pár két évig csupán néha-néha tudott találkozni a Kenti hercegné rezidenciáján.
A pár végül 1944. március 20-án kötött házasságot. A londoni jugoszláv nagykövetségen tartott ceremónián a király anyja nem volt hajlandó részt venni. Alexandra egy Mary Lygon (Vszevolod Ivanovics orosz herceg felesége) által kölcsönzött ruhát viselt. A vendégek között volt VI. György brit király, II. György görög király, VII. Haakon norvég király és Vilma holland királynő is, más egyéb európai uralkodóházak tagjaival egyetemben.

### Emigráns királynéként

#### Jugoszlávia felszabadítása
Az új királynőt nem kötötték erős szálak Jugoszláviához, mely ekkor még továbbra is náci megszállás alatt volt. Mihály montenegrói herceg nem volt hajlandó olasz és német befolyás alatt feléleszteni ősi királyságát, így Montenegró területe olasz protektorátus lett. Szerbia (Milan Nedić vezetése alatt) és a Független Horvát Állam náci bábállammá vált. Két csoport jelent meg Jugoszláviában ekkor, Draža Mihailović csetnikei, és a jugoszláv partizánok, a kommunista Josip Broz Tito vezetésével.
Az emigráns jugoszláv kormány Londonból Mihailović tábornokot nevezte ki háborús miniszternek, és támogatták a királypárti erőket. A partizánok jelentősége miatt azonban a szövetséges hatalmak inkább a kommunistákban bíztak és egyre kevésbé támogatták Mihailovićot, akit azzal vádoltak meg, hogy a tengelyhatalmakkal kollaborál a kommunista gerillák lelövéséhez. A teheráni konferencia után a szövetségesek megszakították a kapcsolatot a csetnikekkel, ezzel kényszerítve a jugoszláv kormányt a partizánok elismerésére. 1944 júniusában Ivan Šubašić miniszterelnök hivatalosan is Titót nevezte meg a jugoszláv ellenállás vezetőjeként, Mihailovićot elbocsátották. 1944 októberében Churchill és Sztálin megegyeztek, hogy Jugoszláviát két zónára osztják fel, de miután a partizánok és a Vörös Hadsereg felszabadították Belgrádot, nyilvánvalóvá vált, hogy a kommunisták kerültek előnybe az országban. Churchill kérésére Tito elismerte a régenstanácsot 1945 márciusában, ugyanakkor nem egyezett bele II. Péter visszatérésbe. A király és a királyné továbbra is emigrációban kényszerült maradni, miközben az újonnan alakult kormánykoalíciót a Jugoszláv Kommunisták Szövetsége dominálta Belgrádban.

#### A koronaherceg születése, a király trónfosztása

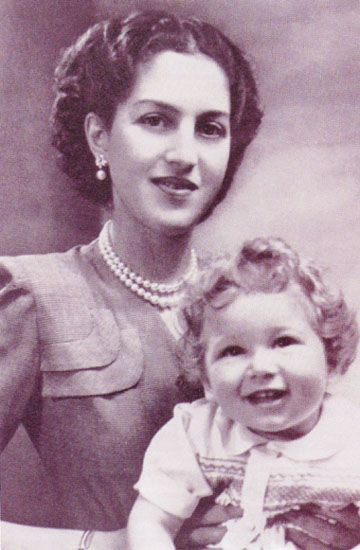
Alexandra királyné fiával, Sándor koronaherceggel 1946 körül

1945. július 17-én Alexandra fiúgyermeknek adott életet Londonban egy szállodában. A herceg a Sándor nevet kapta, mindkét nagyapja után. Ahhoz, hogy a gyermek „jugoszláv földön” jöhessen a világra, állítólag Churchill kérésére VI. György egy napra jugoszláv felségterületté nyilvánította a szálloda 212-es számú lakosztályát. Ez volt az egyetlen alkalom, amikor Alexandra királynőként jugoszláv felségterületen tartózkodott. Sándor herceget 1945. október 20-án V. Gavrilo szerb pátriárka keresztelte meg a westminsteri apátságban. VI. György és lánya, Erzsébet voltak a keresztszülei.
Nyolc hónappal a koalíciós kormány megalakulását követően Milan Grol miniszterelnök-helyettes és Ivan Šubašić külügyminiszter lemondott, mivel nem értettek egyet Titóval. A kommunisták felemelkedését látva II. Péter visszavonta a régenstanácsba vetett bizalmát és vissza akarta kapni teljes uralkodói hatalmát. Tito erre levette a királyi család tagjait a civillistáról. Tito ráadásul előrehozott választásokat rendelt el alkotmányozó nemzetgyűléshez. A kampányt szokatlan módon folytatták le, gyakori volt az erőszak, az ellenzék pedig úgy döntött, hogy bojkottálja a szavazást. A szavazók elé 1945 novemberében a kommunisták által összeállított jelöltlista került. A háború előtt alig volt több tízezernél a kommunisták száma Jugoszláviában, mégis a szavazatok több mint 90%-át szerezték meg a jelöltjeik.
1945. november 29-én az alkotmányozó nemzetgyűlés a monarchia eltörlésére szavazott és kikiáltotta a Jugoszláv Szövetségi Népköztársaságot. Bár népszavazás nem történt a monarchia eltörléséről, az új rezsimet szinte minden ország elismerte (kivéve a Francoista Spanyolországot).

### Problémák a házassággal, öngyilkossági kísérletek

#### Pénzügyi gondok, házaséleti nehézségek

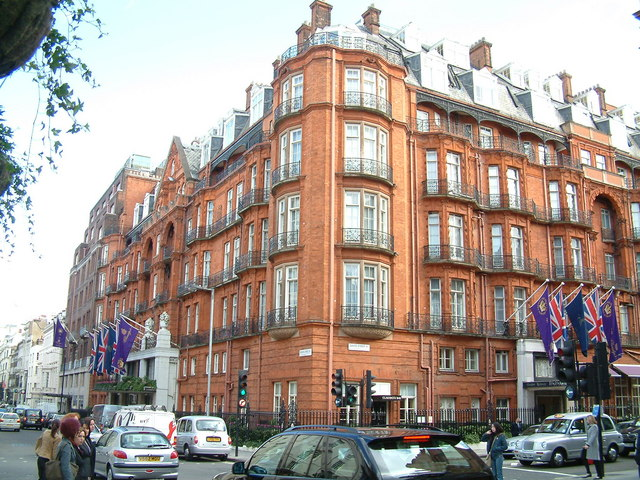
Claridge's Hotel, London

A bevétel nélkül maradt királyi pár kénytelen volt kiköltözni a londoni Claridge's Hotelből és Runnymede-be költöztek Surrey megyében. A brit kormány magukra hagyta őket, egy darabig Párizs és Monte-Carlo, majd a svájci St. Moritz között ingáztak. 1949-ben New York-ba költöztek, ahol az egykori király a pénzügyi felemelkedést remélte. Kénytelenek voltak eladni Alexandra ékszereinek egy részét, felhalmozott adósságuk kifizetéséhez. Ráadásul – ahogy Alexandra az önéletrajzi könyvében megjegyezte – nem igazán tudták kezelni a pénzt, a királynénak fogalma sem volt a dolgok értékéről és képtelen volt egy háztartást vezetni.
A pár Amerikában elhidegült egymástól. Péter rossz befektetései következtében a maradék vagyonukat is elvesztették. Képtelen volt egyszerű állampolgárként élni, alkoholba fojtotta a bánatát és fiatal nőkkel csalta feleségét. Alexandra férje iránt érzett szerelme megszállottsággá vált. Valószínűleg hajlamos volt az anorexiára, egyre instabilabbá vált pszichésen, és 1950 nyarán, amikor anyját látogatta meg Velencében, megpróbált véget vetni az életének.
A pár kapcsolata tovább romlott. Alexandra a fiát használta, hogy a férjét sakkban tartsa, és a gyermek számos erőszakos jelenetnek volt szemtanúja a szülei között. Anyai nagyanyja javaslatára a négyéves Sándort Olaszországba vitték nevelkedni, szülei ritkán látogatták.

#### A válás küszöbén

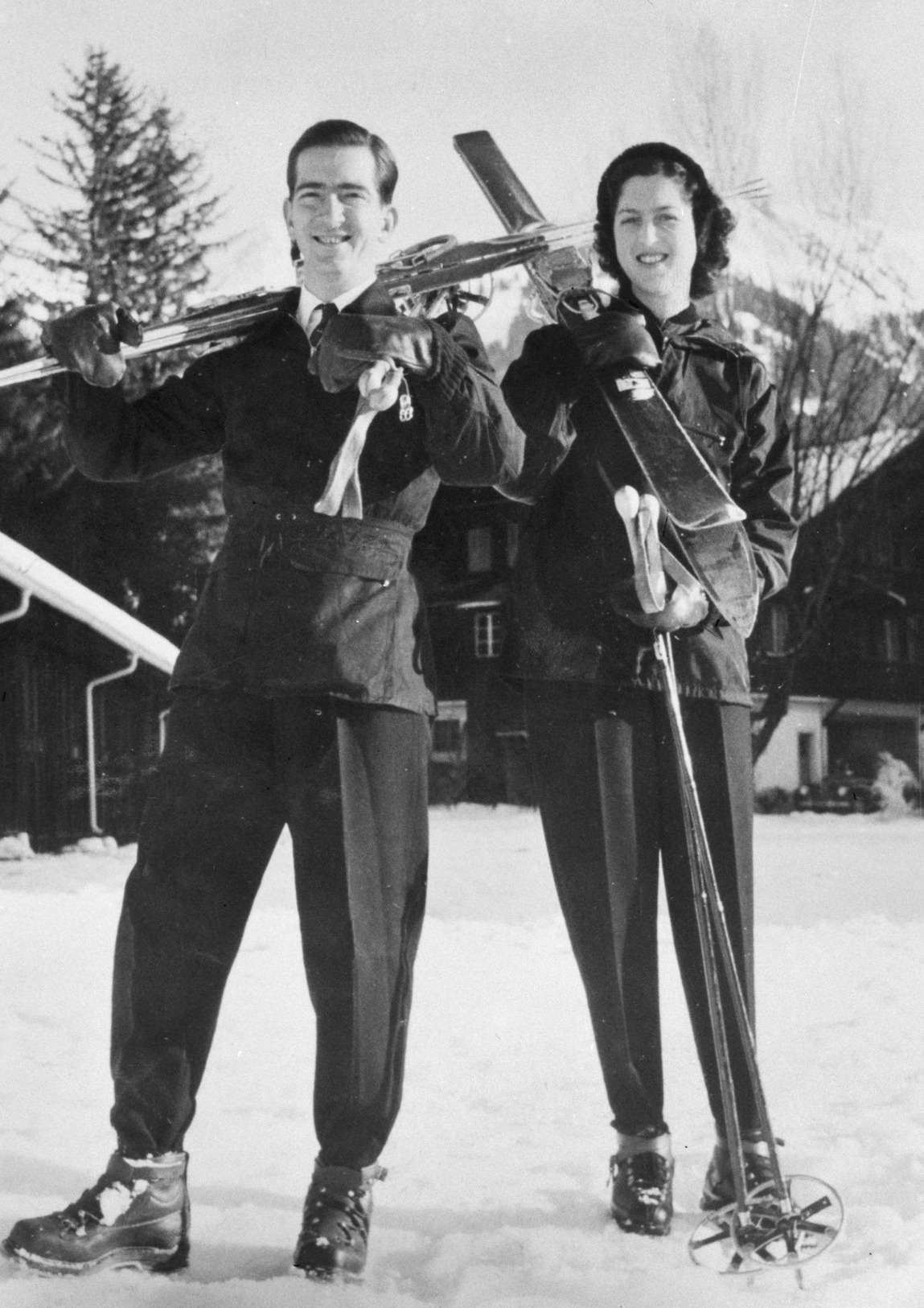
Péter és Alexandra 1963-ban

1952-ben újabb gondokkal szembesült a pár: pénzügyi probléma merült fel, miután Péter ismételten rosszul fektetett be, majd Alexandra elvetélt. A pár visszatért Franciaországba, de kapcsolatuk nem jött rendbe. 1953-ban Alexandra ismét öngyilkosságot kísérelt meg, ezúttal nagynénje, Friderika Lujza telefonhívása mentette meg. Péter nem tudta tovább elviselni a felesége instabil mentális állapotát és beadta a válópert. Fia, Sándor, Pál görög király és felesége azonban végül meggyőzték Pétert, hogy vonja vissza a keresetet.
A pár kibékült és egy ideig visszatért a kezdeti boldogság is. A pénzügyi gondok azonban maradtak, és Alexandrát megkereste egy brit kiadó, hogy írja meg az önéletrajzi könyvét. 1956-ban jelent meg a könyv, For Love of a King címmel, majd egy évvel később francia fordításban is Pour l'Amour de mon Roi címmel. A pénzügyi nehézségeket ez sem oldotta meg, így 1959-ben társszerzője lett a Fülöp edinburgh-i hercegről szóló könyvnek. Bár a könyvben semmi kompromittáló nem szerepelt a hercegről, a brit királyi család innentől távolságot tartott Alexandrától.
Egy időre Cannes-ba költöztek, II. Péternek pedig Monte Carlóban volt konzulátusi hivatala. Továbbra is Jugoszlávia királyának tartotta magát és mindenféle címeket és kitüntetéseket osztogatott. Még Madridban is volt konzulátusa. A királyi pár kapcsolata végképp megromlott, és Péter az Egyesült Államokba költözött vissza, Alexandra pedig az anyjához költözött Velencébe.

### Utolsó évei
II. Péter 1970. november 3-án halt meg Denverben, májátültetés során. Mivel nem volt pénz hazavitetni, az Illinois állambeli Libertyville szerb orthodox temetőjében temették el. Korábban európai uralkodót még nem temettek el Amerikában. A lelkileg még mindig instabil, pénzügyi gondokkal küzdő Alexandra nem vett részt a temetésen.
1972. július 1-jén Sándor herceg feleségül vette a brazil trónkövetelő Péter Gaszton herceg lányát, Mária hercegnőt a spanyolországi Villamanrique de la Condesában. Alexandra lelkiállapota miatt nem vett részt az esküvőn, a herceget Olga görög hercegnő, Pál jugoszláv régens felesége kísérte az oltárhoz.
1972. augusztus 7-én elhunyt Alexandra édesanyja, Aszpaszía. Ezt követően Alexandra 1979-ben eladta az Eden kertje villát, és az Egyesült Királyságba költözött. 1993. január 30-án, rákban hunyt el a West Sussex-i Burgess Hillben.
Temetési szertartására Londonban került sor, melyen részt vett három unokája (Péter herceg, Fülöp herceg és Sándor herceg), valamint a görög királyi család több tagja. Alexandrát a Tatói palota sírkertjében temették el, anyja mellé.
2013. május 26-án maradványait Szerbiába szállították, az oplenaci királyi mauzóleumba, férjével, anyósával Mária jugoszláv királynéval és sógorával, András jugoszláv herceggel együtt. Az újratemetésen részt vett az akkori szerb kormány is.

## Fordítás
- Ez a szócikk részben vagy egészben  az   Alexandra of Yugoslavia című angol Wikipédia-szócikk fordításán alapul.  Az eredeti cikk szerkesztőit annak laptörténete sorolja fel. Ez a jelzés csupán a megfogalmazás eredetét és a szerzői jogokat jelzi, nem szolgál a cikkben szereplő információk forrásmegjelöléseként.